# Музей краси (Малакка)
Музей краси або Музей нев'янучої краси (Малайська: Muzium Kecantikan) знаходиться в Малайзії в місті Малакка. Музей відвідує близько 2000 чоловік щомісячно.

## Історія
Музей був побудований в 1960 році, вважають, що будівля була зведена на руїнах споруди голландського походження. Спочатку тут розташовувалась Малаккійська історична міська муніципальна рада. У 1996 музей був відкритий. З вересня 2011 по серпень 2012 музей був закритий для модернізації.

## Архітектура
Музей розташований на останньому поверсі будівлі. У будівлі також знаходиться народний музей на першому поверсі і музей Kite на другому поверсі.

## Виставки
У музеї виставляються експонати що відображають стандарти краси з давніх часів до нашого часу. Тут також відображені різні погляди на красу в різних культурах. Тут можна побачити такі традиції як татуювання, розтягнення губ круглим диском, протезування зубів, скарифікація (шрамування), корекція кісток черепа для досягнення овальної форми, техніки щодо обмеження зростання ступень.

## Час роботи
Музей відкритий щодня з 9 до 17 години.